# リヴァローロ・マントヴァーノ
リヴァローロ・マントヴァーノ（伊: Rivarolo Mantovano）は、イタリア共和国ロンバルディア州マントヴァ県にある、人口約2,400人の基礎自治体（コムーネ）。

## 地理

### 位置・広がり

#### 隣接コムーネ
隣接するコムーネは以下の通り。括弧内のCRはクレモナ県所属を示す。
- ボッツォロ
- カステルディドーネ (CR)
- ピアーデナ・ドリッツォーナ (CR) (ピアーデナ)
- リヴァローロ・デル・レ・エド・ウニーティ (CR)
- サン・マルティーノ・ダッラルジネ
- スピネーダ (CR)
- トルナータ (CR)

### 気候分類・地震分類
気候分類では、zona E, 2388 GGに分類される。
また、イタリアの地震リスク階級 (it) では、zona 3 (sismicità bassa) に分類される。